# Höktjärnen (Floda socken, Dalarna)
Höktjärnen är en sjö i Gagnefs kommun i Dalarna och ingår i Dalälvens huvudavrinningsområde.